# Houla
Pour les articles homonymes, voir Houla (homonymie).
Houla (arabe : سهل الحولة) est une localité constituée de nombreux villages située dans la Gouvernorat de Homs au nord de la ville de Homs en Syrie. L'un des villages, Taldau (épelé d'une manière alternative Teldo) est situé dans les banlieues de Homs. La plus grande localité de Houla est constituée de 38 000 habitants et est nommée Kafr Laha (arabe : كفرلاها).

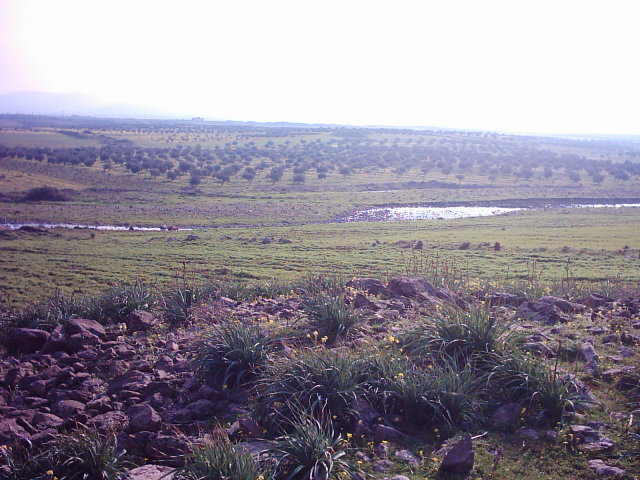
Culture d’oliviers dans la plaine de Houla

Houla est l'objet le 26 mai 2012 d'un massacre qui suscite l'indignation en Syrie et à l'étranger. Il est unanimement condamné par le Conseil de sécurité (Déclaration présidentielle du 27 mai). Selon les Occidentaux, s'appuyant sur divers témoignages et sur l'Observatoire syrien des droits de l'homme, le massacre aurait été perpétré par des milices pro-gouvernementales; tandis que selon la Russie et la Chine, il aurait été commis par des groupes rebelles. À la demande des autorités de Damas, la Mission d'observation de l'ONU, commandée par le général Robert Mood, s'est rendue sur place pour établir les faits et rend un rapport au Conseil de sécurité, qui conclut à la responsabilité du régime et des milices chabbiha qui lui sont alliées.